# Classica di San Sebastián
La Classica di San Sebastián (in spagnolo Clásica San Sebastián; in basco Donostia Klasikoa) è una corsa in linea di ciclismo su strada che si svolge annualmente nei Paesi Baschi, in Spagna. Dal 2005 fa parte dell'UCI ProTour e nel 2008 è stata inserita nel calendario mondiale UCI/UCI World Tour.
La corsa, organizzata dall'OCETA (Organizaciones Ciclistas Eusaki Txirrindularitza Antolakuntzak) e patrocinata dal quotidiano El Diario Vasco, venne corsa  per la prima volta nel 1981 e si è fermato solo a causa della pandemia di COVID-19. La gara è stata creata dal giornalista e fondatore del quotidiano di Organizaciones Deportivas  Jaime Ugarte, che in seguito diresse anche il Giro dei Paesi Baschi, il quale organizzò tutte le edizioni fino al 2012, e dall'allora presidente dell'UCI Luis Puig.
Ugarte vinse le elezioni per guidare la Federazione Ciclistica di Guipuzcoan, e uno dei suoi primi compiti come presidente fu la creazione di una corsa importante per la città di San Sebastián.
La Spagna è la nazione che ha ottenuto più vittorie, quattordici, seguita a sette dall'Italia.

## Percorso
Sin dalla prima edizione ha una lunghezza media di 230 km, con arrivo e partenza fissi nella città di San Sebastiàn.
Ha Le maggiori difficoltà del percorso sono l'Alto de Jaizkibel (posto a una trentina di chilometri dal traguardo) e, dal 2014, l'Alto de Bondako Tontorra (a soltanto una decina di chilometri dall'arrivo), asperità che non permettono una volata di gruppo.

## Albo d'oro
Aggiornato all'edizione 2025.
| Anno | Vincitore                                    | Secondo                                      | Terzo                                        |
| ---- | -------------------------------------------- | -------------------------------------------- | -------------------------------------------- |
| 1981 | Marino Lejarreta                             | Graham Jones                                 | Faustino Rupérez                             |
| 1982 | Marino Lejarreta                             | Jesús Rodríguez Magro                        | Pedro Delgado                                |
| 1983 | Claude Criquielion                           | Antonio Coll                                 | Reimund Dietzen                              |
| 1984 | Niki Rüttimann                               | Reimund Dietzen                              | Celestino Prieto                             |
| 1985 | Adrie van der Poel                           | Iñaki Gastón                                 | Juan Fernández Martín                        |
| 1986 | Iñaki Gastón                                 | Marino Lejarreta                             | Juan Fernández Martín                        |
| 1987 | Marino Lejarreta                             | Ángel Arroyo                                 | Federico Echave                              |
| 1988 | Gert-Jan Theunisse                           | Enrique Aja                                  | Steven Rooks                                 |
| 1989 | Gerhard Zadrobilek                           | Francisco Antequera                          | Tony Rominger                                |
| 1990 | Miguel Indurain                              | Laurent Jalabert                             | Sean Kelly                                   |
| 1991 | Gianni Bugno                                 | Pedro Delgado                                | Maurizio Fondriest                           |
| 1992 | Raúl Alcalá                                  | Claudio Chiappucci                           | Eddy Bouwmans                                |
| 1993 | Claudio Chiappucci                           | Gianni Faresin                               | Alberto Volpi                                |
| 1994 | Armand de Las Cuevas                         | Lance Armstrong                              | Stefano Della Santa                          |
| 1995 | Lance Armstrong                              | Stefano Della Santa                          | Johan Museeuw                                |
| 1996 | Udo Bölts                                    | Stefano Cattai                               | Massimo Podenzana                            |
| 1997 | Davide Rebellin                              | Oleksandr Hončenkov                          | Stefano Colagè                               |
| 1998 | Francesco Casagrande                         | Axel Merckx                                  | Leonardo Piepoli                             |
| 1999 | Francesco Casagrande                         | Rik Verbrugghe                               | Giuliano Figueras                            |
| 2000 | Erik Dekker                                  | Andrei Tchmil                                | Romāns Vainšteins                            |
| 2001 | Laurent Jalabert                             | Francesco Casagrande                         | Davide Rebellin                              |
| 2002 | Laurent Jalabert                             | Igor Astarloa                                | Gabriele Missaglia                           |
| 2003 | Paolo Bettini                                | Ivan Basso                                   | Danilo Di Luca                               |
| 2004 | Miguel Á. Martín Perdiguero                  | Paolo Bettini                                | Davide Rebellin                              |
| 2005 | Constantino Zaballa                          | Joaquim Rodríguez                            | Eddy Mazzoleni                               |
| 2006 | Xavier Florencio                             | Stefano Garzelli                             | Andrej Kašečkin                              |
| 2007 | Leonardo Bertagnolli                         | Juan Manuel Gárate                           | Alejandro Valverde                           |
| 2008 | Alejandro Valverde                           | Aleksandr Kolobnev                           | Davide Rebellin                              |
| 2009 | Carlos Barredo                               | Roman Kreuziger                              | Mickaël Delage                               |
| 2010 | Luis León Sánchez                            | Aleksandr Vinokurov                          | Carlos Sastre                                |
| 2011 | Philippe Gilbert                             | Carlos Barredo                               | Greg Van Avermaet                            |
| 2012 | Luis León Sánchez                            | Simon Gerrans                                | Gianni Meersman                              |
| 2013 | Tony Gallopin                                | Alejandro Valverde                           | Roman Kreuziger                              |
| 2014 | Alejandro Valverde                           | Bauke Mollema                                | Joaquim Rodríguez                            |
| 2015 | Adam Yates                                   | Philippe Gilbert                             | Alejandro Valverde                           |
| 2016 | Bauke Mollema                                | Tony Gallopin                                | Alejandro Valverde                           |
| 2017 | Michał Kwiatkowski                           | Tony Gallopin                                | Bauke Mollema                                |
| 2018 | Julian Alaphilippe                           | Bauke Mollema                                | Anthony Roux                                 |
| 2019 | Remco Evenepoel                              | Greg Van Avermaet                            | Marc Hirschi                                 |
| 2020 | annullata a causa della pandemia di COVID-19 | annullata a causa della pandemia di COVID-19 | annullata a causa della pandemia di COVID-19 |
| 2021 | Neilson Powless                              | Matej Mohorič                                | Mikkel Honoré                                |
| 2022 | Remco Evenepoel                              | Pavel Sivakov                                | Tiesj Benoot                                 |
| 2023 | Remco Evenepoel                              | Pello Bilbao                                 | Aleksandr Vlasov                             |
| 2024 | Marc Hirschi                                 | Julian Alaphilippe                           | Lennert Van Eetvelt                          |
| 2025 | Giulio Ciccone                               | Jan Christen                                 | Maxim Van Gils                               |

## Statistiche

### Vittorie per nazione
Aggiornato al 2025.
| Pos. | Nazione       | Vittorie |
| ---- | ------------- | -------- |
| 1    | Spagna        | 14       |
| 2    | Italia        | 7        |
| 3    | Francia       | 5        |
| 3    | Belgio        | 5        |
| 5    | Paesi Bassi   | 4        |
| 6    | Stati Uniti   | 2        |
| 6    | Svizzera      | 2        |
| 8    | Austria       | 1        |
| 8    | Messico       | 1        |
| 8    | Germania      | 1        |
| 8    | Polonia       | 1        |
| 8    | Gran Bretagna | 1        |